# Storm Lake (Iowa)
Storm Lake es una ciudad ubicada en el condado de Buena Vista en el estado estadounidense de Iowa. En el Censo de 2020 tenía una población de 11.269 habitantes. 

## Historia
El primer residente europeano de Storm Lake, Abner Bell, llegó en 1856, y la ciudad fue oficialmente incorporado en 1873.  Aunque los primeros colonizadores no encontraron ningunos nativos viviendo allí permanentemente, la zona probalemente fue usado para la caza y la pesca por nativos viajando del norte. Siglos antes de la colonización, la zona fue poblado por la gente de la cultura Mill Creek.  En 1870, el Illinois Central Railroad fue construido a través de la ciudad.
La ciudad de Storm Lake fue llamada por el lago donde un trampero experimentó una tormenta muy severa. Una otra historia dice que el lago esta llamada por dos amantes nativo americanos que navegaron hacia el lago para una cita secreta, pero se ahogaron cuando una tormenta sopló de repente.
Storm Lake fue  poblado por gente Hmong y Tai Dam después de la Guerra de Vietnam.  Trabajos de envasado de carne han atraído muchos trabajadores a la ciudad, especialmente de América Latina.  También han atraído trabajadores de Micronesia. Storm Lake es uno de diez ciudades en los Estados Unidos que alberga un lugar de votación para las elecciones micronesias.  Artículos de los New York Times, National Geographic y Fox News analizaron los efectos positivos de la inmigración en la ciudad.   

## Geografía
Storm Lake se encuentra ubicada en las coordenadas 42°38′39″N 95°11′56″O / 42.64417, -95.19889. Según la Oficina del Censo de los Estados Unidos, Storm Lake tiene una superficie total de 10.58 km², de la cual 10.58 km² corresponden a tierra firme y (0%) 0 km² es agua.La ciudad está ubicada en la costa norte del lago Storm Lake.

## Demografía
Según el Censo de 2020, la población de Storm Lake fue 11.269.  Storm Lake es considerado el pueblo más diverso del estado Iowa, con más que  60 % de la población identificada como minorías raciales. 
El valor promedio de la vivienda es $142,000. El ingreso promedio es $49,000. La comunidad tiene más que 250 negocios. 

## Economía
Tyson Foods opera un matadero de cerdos, una planta empacadora de carne y una planta procesadora de pavos en la ciudad. En 2020, la planta tenía más que 2.500 trabajadores y fue responsable por aproximadamente 3.5% de la producción de carne de cerdo en los Estados Unidos.  La planta abrió en 1935 y fue comprado por Hygrade Food Products en 1952. En 1982, fue vendido a Iowa Beef Processors, que fue adquirido por Tyson en 2001. 

## Artes y cultura
- Un museo de árboles llamada "Living Heritage Tree Museum" está ubicado en Storm Lake.
- Santa's Castle, una exhibición de antigüedades navideñas, está ubicado en una antigua biblioteca .
- La sociedad histórica del condado Buena Vista County opera un museo.
- Un escenario de conciertos está ubicado en el parque Sunset.
- La galería de Witter muestra exhibiciones mensuales de artistas locales y internacionales, y ofrece clases y eventos gratices.
- El Star Spangled Spectacular tiene lugar el cuatro de julio, y ofrece comida, música, juegos, fuegos artificiales, y un desfile.
- Lugares históricos incluyen el Harker House y el Cobblestone Inn, donde los músicos de jazz Duke Ellington y Louis Armstrong actuaron durante la década de 1960.

## Parques
- King's Pointe es un resorte con dos parques acuáticos y un restaurante.
- Sunrise pointe es un campo de golf operado por la ciudad.
- La ciudad tiene cinco playas, y un camino entre ellas.

## Educación
El distrito escolar de Storm Lake tiene cinco escuelas públicas. A partir de 2023, el distrito tenía 2.908 estudiantes. Español fue el idioma más hablado en las escuelas, seguido por inglés, pohnpeiano, karen, y lao. 
La iglesia católica de St Mary's también tiene una escuela K-12.
La universidad de Buena Vista está ubicada en Storm Lake. A partir de 2023, la universidad tenía 1,959 estudiantes.

## Medios
La comunidad tiene un periódico, El Storm Lake Times Pilot. El periódico recibió un Premio Pulitzer en 2017. 
Las estaciones de radio KAYL, KKIA y KBVU están disponsibles en la zona.  Un periódico español, La Presna, también cubre la ciudad.

## Infraestructura
Storm Lake tiene un hospital de 54 camas llamada Buena Vista Regional Medical Center y una clínica llamada United Community Health Center.

## Gente notable
- Nate Bjorkgren, entrenador
- Janet Dailey, escritor
- Joe Decker (1947–2003), jugador de beisbol
- Art Cullen, editor de los Storm Lake Times
- Mary Foley Benson, artista
- George B. French, actor
- Edmund B. Gregory, teniente general del ejército estadounidense
- Julie Gutz (n. 1926), jugadora de beisbol
- Gene Hackman, actor
- Winton Hoch, director de fotografía
- Marjorie Holmes (1910–2002), autora
- Steve King, congresista
- Frederic O. MacCartney (1864-1903), político socialista
- Reno H. Sales (1876–1969), geólogo